# Philonotis pomangium
Philonotis pomangium är en bladmossart som beskrevs av Kindberg 1889. Philonotis pomangium ingår i släktet källmossor, och familjen Bartramiaceae. Inga underarter finns listade i Catalogue of Life.